# Victoria Williamson
Victoria Williamson (ur. 15 września 1993) – brytyjska kolarka torowa, brązowa medalistka mistrzostw świata.

## Kariera
Największy sukces w karierze Victoria Williamson osiągnęła w 2013 roku, kiedy podczas torowych mistrzostw świata w Mińsku wspólnie z Rebeccą James zdobyła brązowy medal w sprincie drużynowym. Brytyjki uległy jedynie Niemkom: Miriam Welte i Kristina Vogel oraz Chinkom: Gong Jinjie i Guo Shuang. Ponadto czterokrotnie zdobywała srebrne medale mistrzostw Europy juniorów, a w 2011 roku była trzecia w sprincie indywidualnym podczas mistrzostw świata w tej samej kategorii wiekowej. Jak dotąd nie brała udziału w igrzyskach olimpijskich.